# Bodegas San Isidro
Bodegas San Isidro es una cooperativa vitivinícola localizada en el municipio español de Pedro Muñoz en Castilla-La Mancha. Se fundó en 1954 y producía mosto sulfitado hasta que en 2008 decidieron cambiar su modelo de negocio para producir vino embotellado para comercializar. Sus vinos han sido galardonados por los premios Gran Selección.

## Historia
La bodega se constituyó en el año 1954, debido a la desaparición del Sindicato Agrario. Los principales artífices fueron: Wenceslao Espinosa, Manuel Rodrigo, José Ortiz Exojo y Félix Juan José Huelves, más otros futuros miembros que ayudaron. Se constituyó para aprovechar las ayudas que el gobierno ofrecía a los agricultores que se constituyeran en cooperativas. Eligieron de primer presidente a Juan José Huelves, de secretario a León Martínez y de tesorero a Julián Pintado.
Tras esto adquirieron un local provisional en alquiler hasta que procedían a la compra de terreno para edificar la cooperativa. Una vez conseguidas las parcelas necesarias y la autorización de la Nacional se inician las obras con el beneplácito del Ministerio de Colonización. Se compraron una 0.3 ha de terreno y tinajas para 60.000 arrobas (Unos 968.000 litros). Los socios fundadores fueron 35 y se fundó con el nombre de Cooperativa Agrovitivinícola San Isidro. Entonces la cuota de ingreso para hacerse socio fue: socio mayor: 200 pesetas; socio mediano: 150 pesetas y socio pequeño: 100 pesetas.